# Odynerus unicolor
Odynerus unicolor är en stekelart som beskrevs av Schulthess 1910. Odynerus unicolor ingår i släktet lergetingar, och familjen Eumenidae. Inga underarter finns listade i Catalogue of Life.